# Галерный мост
Галерный мост — автодорожный металлический балочный мост через реку Фонтанку в Адмиралтейском районе Санкт-Петербурга, соединяет Галерный и Безымянный острова.

## Расположение
Находится на территории Адмиралтейского завода. Выше по течению находится Старо-Калинкин мост. 
Ближайшая станция метрополитена — «Нарвская».

## Название

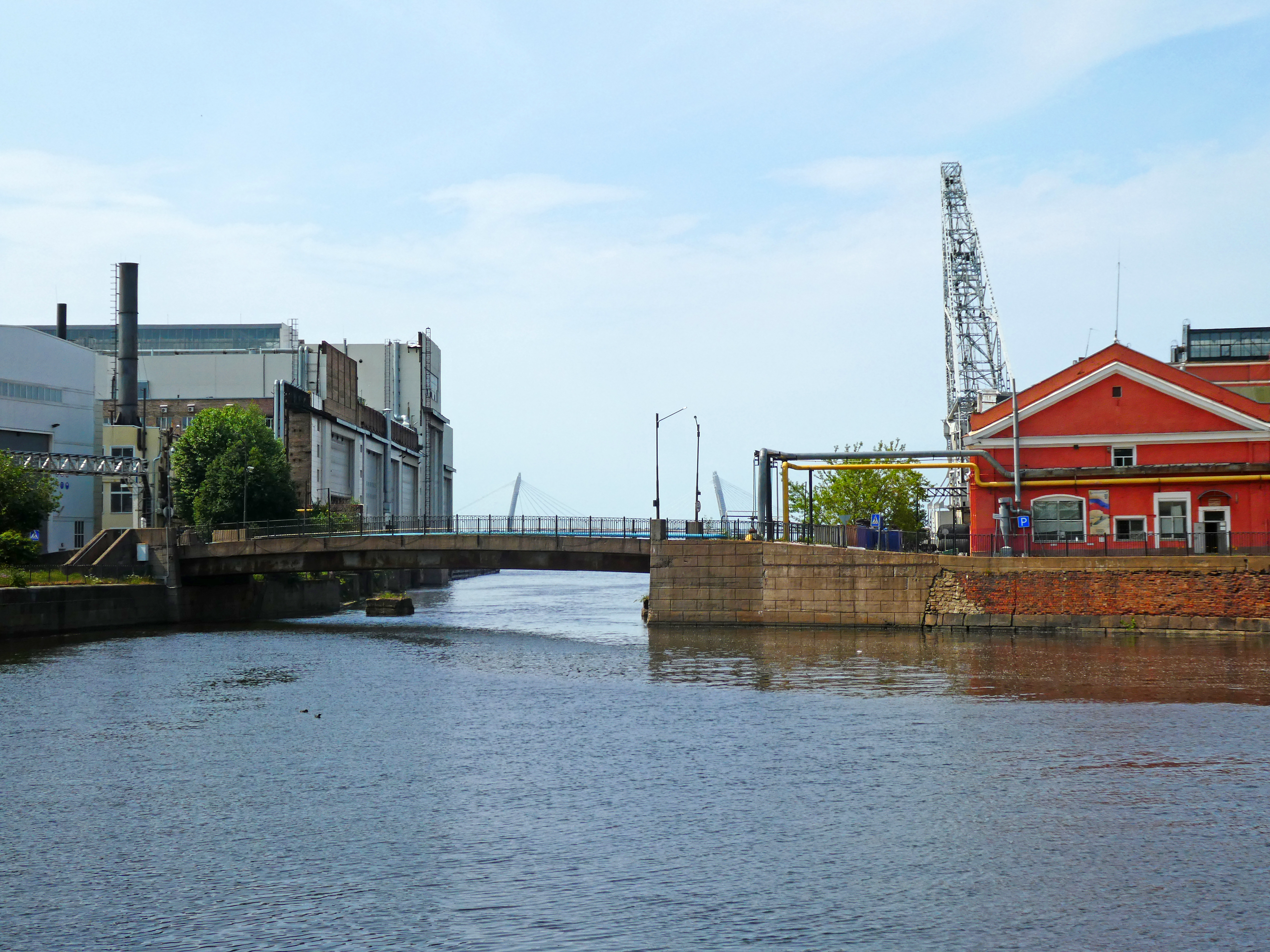
Галерный мост в 2023 году

Мост получил современное название 4 июля 1977 года по наименованию Галерного острова. В 1820—1840-х годах такое название носил мост через Крюков канал, располагавшийся в створе Галерной улицы и разобранный в 1840-х годах при засыпке части Крюкова канала.

## История
Мост построен в 1971 году.
Строительство выполнил трест «Ленмостострой».

## Конструкция
Мост однопролётный сталежелезобетонный балочный. Устои из монолитного железобетона на свайном основании. На поверхности устоев нанесена рустовка под камень. Длина моста составляет 31,2 м, ширина — 10,7 м (из них 7,4 м ширина проезжей части и два тротуара по 1,65 м).
Мост предназначен для движения автотранспорта и пешеходов. Покрытие проезжей части и тротуаров — асфальтобетон. Перильное ограждение металлическое сварное простого рисунка из вертикально поставленных металлических стоек.